# Meum corsicum
Meum corsicum är en flockblommig växtart som beskrevs av Antonio Bertoloni. Meum corsicum ingår i släktet björnrötter, och familjen flockblommiga växter. Inga underarter finns listade i Catalogue of Life.